# 1,5,7-三氮杂双环［4.4.0］癸-5-烯
1,5,7-三氮杂双环[4.4.0]癸-5-烯（TBD）是一种桥环胍基强碱，在乙腈中pKa = 25.98，在四氢呋喃中pKa = 21.00。

## 反應
TBD是一種有機可溶鹼，可以被用作一些化学反应的催化剂。這些反應包括了：
- 麦克尔加成反应
- 亨利（硝基醛化合物反應（英语：nitroaldol reaction））
- 维蒂希反应
- Horner–Wadsworth–Emmons反应

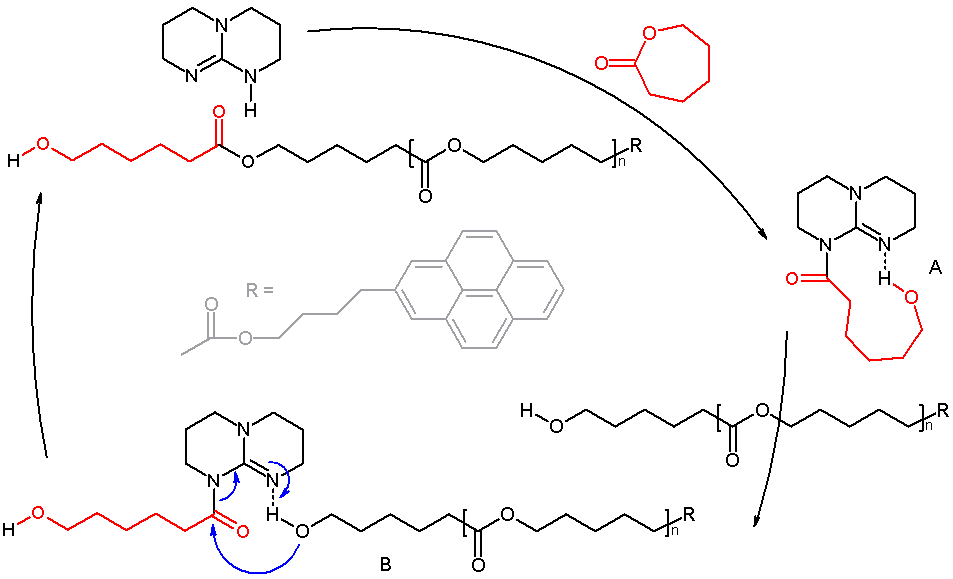
Caprolactone的開環聚合反应 。TBD是己內酯以及聚己内酯的ring opening polymerization的催化劑。TBD是bifunctional catalyst，酰基以及氢键反應同時間內發生。

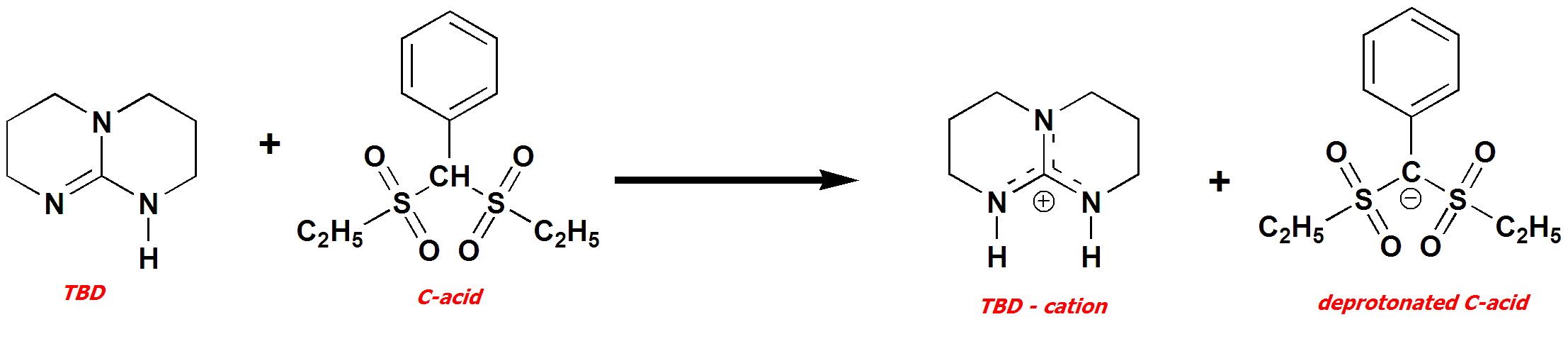
碳负离子的去質子化反應。TBD可用來研究碳负离子去质子化以及酚與CH酸形成多重氢键的反應。

- 酯交换反应
- 醚
- 開環聚合
- 互变异构体以及差向异构体
- P-C和P-N化學鍵的形成
- 克脑文盖尔缩合反应
- 苯酚，羧酸以及C-酸的去质子化反应
- 酯的胺解